# بنك D360
بنك D360 هو بنك رقمي سعودي، برأس مال 1.65 مليار ريال. البنك يملكه تحالف عدد من المستثمرين من المنشآت والأفراد، بمشاركة صندوق الاستثمارات العامة، وبقيادة شركة دراية المالية.

## التاريخ
وافق مجلس الوزراء برئاسة الملك سلمان بن عبد العزيز آل سعود، في 15 فبراير 2022، على قيام وزير المالية بإصدار الترخيص اللازم لبنك دال ثلاثمائة وستون، وفقاً للمادة (الثالثة) من نظام مراقبة البنوك الصادر بالمرسوم الملكي رقم ( م / 5 ) وتاريخ 22 / 2 / 1386هـ.